# Karl von Hofmann
Karl (von) Hofmann, född 4 november 1827 i Darmstadt, död där 9 november 1910, var en tysk politiker. Han var bror till Heinrich Hofmann och far till Ludwig von Hofmann.
Hofmann deltog 1866 som hessiskt ombud i fredsunderhandlingarna med Preussen samt blev 1867 hessiskt sändebud i Berlin och medlem av Nordtyska förbundets råd. År 1872 blev han ledare för en hessisk ministär och reformerade hela förvaltningen samt ordnade bland annat förhållandet mellan stat och kyrka och gav den evangelisk-lutherska landskyrkan en ny författning. 
År 1876 övertog Hofmann efter Rudolph von Delbrück presidiet i tyska rikskanslersämbetet och blev 1879 därjämte preussisk minister för handel och näringar. Vid riksämbetenas omorganisation samma år blev Hofmann statssekreterare för inrikesärenden. År 1880 kom han i tvist med Otto von Bismarck, särskilt angående hans socialistpolitik, och avgick från sina ämbeten. Åren 1880–87 var han statssekreterare i Elsass-Lothringen och upphöjdes 1882 i adligt stånd. Senare intog han en framskjuten plats i Tyska kolonialsällskapet.